# 永原譲二
永原 譲二（ながはら じょうじ、1953年（昭和28年）7月1日 - ）は、日本の政治家。福岡県大任町長（6期）。元大任町議会議員（3期）。座右の銘は「辛抱」。

## 来歴
福岡県立田川東高等学校（現・福岡県立東鷹高等学校）卒業。1979年（昭和54年）、大任町議会議員選挙に立候補し初当選。1990年（平成2年）まで3期務めた。なお、一部の報道によれば、かつては指定暴力団太州会の企業舎弟であったとの経歴も報じられており、2000年（平成12年）頃に太州会会長や太州会系の暴力団員と共にゴルフのコンペティションに参加したとされる写真もある。
2005年（平成17年）4月の大任町長選挙に立候補し、無投票当選で初当選。4月27日、町長に就任した。
2021年（令和3年）3月、5期目の当選を果たす。大任町大行事安永に在住。
町長のかたわら、大任町が含まれる福岡県第11区選出の武田良太衆議院議員の選挙対策本部長を務めていた。2024年（令和6年）の第50回衆議院議員総選挙では、永原に代わり福岡県議会議員が本部長を務めたが、緊急会議を開く権限を持つなど依然存在感があった。この選挙で武田は落選したが、敗因の一つに永原の対応が指摘されている。
2025年（令和7年）3月30日の大任町長選挙で前大任町議の次谷隆澄を破り6選を果たした。

## 大任町長として

### 親族の事務所が襲撃される
大任町長就任直後の2005年7月、自身も理事を務めたことがあり、当時永原の長女が理事長だった企業組合事務所に複数の火炎瓶が投げ込まれた。

### パンフレットで受賞
2017年（平成29年）に大任町が作成したパンフレット「ヤバイぜ！おおとう町」が第4回ふるさとパンフレット大賞で優秀賞を受賞した。表紙の先頭には、帽子を被った永原も写っているほか、3ページには永原の顔のアップが掲載されている。

### 特殊警棒で脅迫
2021年6月、永原に危害を加える目的で町役場に侵入したとして、70代の建設業者が逮捕された。同年10月8日夜、町役場の20代の男性職員が衆院選の立候補予定者の広報紙や、永原を批判する内容のビラを大任町今任原の集会所付近で配布した。これを知った永原は自身の支持者10人以上を連れて現場に向かい、男性と口論になって伸縮式の特殊警棒を振り出し、「お前殺すぞ」と言って脅した。集会所の駐車場では永原の支持派と反対派の怒号が飛び交い、警察署員10人以上が出動する騒ぎに発展した。永原は福岡放送の取材に対し、「自分の身を守るために特殊警棒を常に持ち歩いていた。反対派の人がいると分かっていたので、警棒を伸ばして近づいた」と答えた。
2022年（令和4年）2月3日、福岡県警察（福岡県警）田川警察署（田川署）は永原を暴力行為等処罰法違反容疑で福岡地検飯塚支部に書類送検した。その後、福岡地検飯塚支部は嫌疑不十分で不起訴とした。

### 大任町役場での録音・撮影禁止
2022年3月、大任町役場は庁舎管理規則を改正し、庁舎内での撮影や録音を一切禁止した。

### 大任町議会の動き
大任町議会では、2015年6月議会で5年ぶりに一般質問が行われた。その後、同年の9月議会で2名の議員が質問して以降、6年にわたり再び一般質問が行われないという、全国の地方議会では異例の状態が6年以上続いていた。この間、永原や町幹部も出席する常任委員会が事実上の審議を行う状態だった。
2021年12月10日、町議会定例会が開会。これに先がけて次谷隆澄副議長が一般質問の通告4項目を提出した。内容はいずれも永原に関するニュースサイト記事の真偽を問うもので、記事は永原が同年1月1日から3日間、長男名義の大分県日田市の別荘で業者らと滞在し、同月に新型コロナウイルスに感染して入院したと報じていた（永原は取材に対し事実関係を否定）。丹村咲男議長は「町長の個人的問題」として次谷の質問を許可しなかった一方、「一身上の都合」を理由に12月8日に議長の辞職願を出した。議会初日の10日、次谷は議長席に座って丹村議長の辞職願を報告し、了承された。
2022年3月16日、次谷はこの問題に関する一般質問通告に加え、工事契約などの情報公開請求を非開示とされたことを不服とする一般質問通告を提出した。前者の質問は再び不許可となったが、後者の質問は許可され、別の町議員も一般質問通告をしたことから、6年半ぶりに大任町議会で一般質問が行われた。次谷は永原に答弁を求め永原も答弁に応じたが、内容は「先週の委員会で答弁したとおり」のみで、次谷が「正面から答えなかった」と批判するものだった。次谷は続いて、永原が書類送検されたことに関する質問を議長が許可しなかったことを質問したが、松下太議長が事前通告が無いことを理由に質問を途中で打ち切り、閉会を宣言した。
2023年（令和5年）の町議会定例会には、次谷は準備が間に合わなかったことから一般質問を断念した。結局、一般質問が行われないまま、3月3日の議会最終日に町予算が可決された。匿名の町議は「委員会で審議を行っており、一般質問が無いから議会が機能していないというのは一方的」と反発しているが、この委員会もほぼ非公開である。直後に行われた町議選（第20回統一地方選挙）では、次谷が最多得票を得てトップ当選したほか、永原に批判的な候補者がさらに1人当選した。
2024年（令和6年）の町議会定例会では、3月13日に次谷ら2名の町議による一般質問が行われた。
なお、町役場と同様に大任町議会も「議会に対する報道が偏っている」ことを理由に、議会の撮影や録音を一切認めていない。議会の撮影や録音を禁じている地方議会は全国でも珍しく、報道では法廷と同様にイラストが用いられてたり、ライブ映像のモニターを直撮りした映像が使われている。

### 情報公開請求の内容を漏洩
2021年6月、田川市と大任町に公共工事に関する情報公開請求をした福岡市のニュースサイトの記者に対して、永原が選対本部長を務める武田総務大臣（当時）の秘書を名乗る人物から電話があった。秘書を名乗る人物は、請求者と請求先の大任町しか知りえない請求の詳細を知っており、請求の取り下げを要求した。情報公開請求の情報が漏洩した可能性があるが、武田は「本件について一切関与しておりません」と回答。大任町役場は漏洩を否定し、永原も職員の漏洩を否定した。ただし、自身は「特別職は守秘義務違反にならない」と主張した。12月1日、ニュースサイトの記者は田川市と大任町に対し、情報公開請求で情報漏洩があったなどとして、100万円の損害賠償を求めて福岡地方裁判所に提訴した。
さらに、2023年9月の田川市議会では日本共産党の市議が田川市に対して行った情報公開請求の過程で、市議の個人情報が大任町長である永原に漏洩した疑いについて質問したが、田川市は情報漏洩の疑いを否定した。

### 公共工事の入札結果を非公表
この直後の2021年7月から、大任町は公共工事の入札結果を一方的に公表しなくなり、9月には情報公開条例を改正して公開請求を町民などに限定した。その理由について、大任町は町内の業者から反社会勢力の介入などを理由に公表に配慮を求める要請があったためとしており、永原は町議会で「町民を守るため」と答弁し、RKB毎日放送などの取材に対しては「犯罪の予防」「暴力団とみられる人物が押し売りに来る事例があった」ことを理由に、以下のように述べた。
しかし、入札結果の非公表は入札契約適正化法に違反しており、2022年6月の段階で国土交通省が「犯罪の予防は非公表の理由にはならない」と是正を求め、総務大臣も是正を求めた。10月28日には、斉藤鉄夫国土交通大臣が大任町を名指しして違法状態であると述べ、服部誠太郎福岡県知事も11月8日に「入札契約適正化法に違反している」、12月22日に「違法状態にあるという認識は変わっていない。」と、大任町の対応を再三批判した。
その後、2022年8月から町役場が福岡県警に対応を相談していたが、2023年3月7日には、町内の業者の一つと関係があった指定暴力団太州会系の暴力団組長らが暴力行為等処罰法違反容疑で逮捕された。3月14日、永原は記者会見で「業者が反社会的勢力の影響を受けない環境が整った」として、入札結果の公表を再開すると発表した。ただし、公表の対象は「1年以上在住した大任町民」に限定しており、永原は違法状態だった非公表の措置を「結果的に間違いでなかった」としている。「1年以上在住した大任町民」の制限は町民からも批判の声が挙がり、2023年9月に撤廃されたが、同月の記者会見では記者との間で以下のようなやり取りがあった。
2024年2月15日、田川市と川崎町、糸田町、大任町の市町議が大任町役場に対して行っていた、ごみ処理施設の工事に関する情報公開請求が開示された。しかし、見積書の金額など一部の数字のほかは黒塗りで、詳細な資料については「非開示」「不存在」とするものだったため、市町議は「ゼロ回答に等しい」と批判した。なお、大任町役場が「不存在」とした資料の一部は、後に存在することが明らかとなっている（#存在を否定した「積算書」が存在を参照）。

### 町長として田川市長と田川市議会を逆告訴
2023年9月29日、永原は大任町議会の全員協議会で永原を告訴（#非公開の組合運営参照）した田川市長の村上と田川市議会の議員7人を、大任町として刑事告訴することを説明し、議員全員の同意を得た。永原は2023年10月31日付で、村上と田川市議会の議員を「犯罪の事実がないのに告訴して名誉を傷つけた」として、永原に対する虚偽告訴と名誉毀損で福岡県警に刑事告訴した。11月8日、福岡県警察は永原を強要未遂容疑で、村上と田川市議7人を虚偽告訴と名誉毀損容疑で福岡地方検察庁に書類送検した。
2025年1月9日、福岡地検は永原と村上、田川市議のいずれも「諸般の事情を総合的に考慮した」ことを理由に不起訴とした。

## 衛生施設組合の組合長として
永原は、田川郡東部環境衛生施設組合の組合長も兼任しており、2021年4月には、田川市や田川郡などの8市町村のし尿処理施設やごみ処理施設、最終処分場を建設・運営する田川地区広域環境衛生施設組合の組合長にも就任した。田川地区広域環境衛生施設組合は永原が組合長に、他の7市町村の市町村長が副組合長だが、田川市の市長は永原の義弟である二場公人だった。各市町村は人口などに応じて負担金を組合に支払っており、し尿処理を行う田川地区クリーンセンターは大任町大行事に2021年8月に完成した。さらに、同組合は各市町で行っていたごみ処理を一括して行うために、総工費約400億円の「（仮称）大任町ごみ処理施設」を施設の受け入れを表明した大任町に建設することになり、起工式は永原も参加して2022年2月18日に行われた。永原は金額の根拠を示さずに、2023年7月14日に田川市議会の全体協議会で次のように述べて事業費を減額させたと主張した。
一方で、組合に参加する市町は、組合に負担金を支払い大任町に廃棄物処理を委託する形をとっている。組合の公文書は大任町が管理しており、大任町が組合の業務を管理する体制をとっているが、永原が町長と組合長を兼任することで権限が1人に集中している状態であることから、運営方法を問題視する意見もある。

### 質問した田川市の議員に辞職を迫る
2018年、当時計画段階だった広域ごみ処理施設について、田川市議会の議員（田川市議）3名が内容の詳細を議会で田川市の執行部に質問したところ、永原から「私や大任町議会に対する侮辱、人権侵害、印象操作などの発言がある」として謝罪を要求する抗議文が議員に届いた。さらに永原は田川市議会を訪れ、改めて抗議すると共に、議員の1人に下記のような議員辞職を迫る発言をした。
永原の抗議を受けて田川市議会は3人の議員の発言を検証したが、「侮辱、人権侵害、印象操作などにあたる発言ではない」「抗議文には事実誤認」があるとして、議長名で永原に「反省」を求めた。2022年、RKBは発言をした永原に取材を申し込んだが、回答は無かった。

### 再び田川市の議員に謝罪を要求
2022年4月、田川市議会の市議3人が情報公開をテーマにしたオンブズマンの勉強会に出席し、300億円だった事業費が394億円に膨張していることに言及した。これに対して、永原や二場を含む田川地区広域環境衛生施設組合の組合長と副組合長は連名で、3人に文書での謝罪を求める、下記の文言が入った抗議文を7月に送付した。
田川市議会の市議3人は福岡県庁で記者会見を行い、表現の自由や知る権利の侵害、言論弾圧と組合の抗議文を批判した。RKBは、連名で抗議文を出した永原を含む8人に取材を申し込んだが、全員「個別具体の回答は差し控る」として拒否した。
2023年3月、田川郡東部環境衛生施設組合議会の百条委員会は、組合の議員で「広域行政の情報公開に関する勉強会」をした村上卓哉ら田川市議4名に出頭を要請したが、4名は地方自治法に基づかない委員会であることを理由に出頭を拒否した。3月31日、百条委員会は4名が正当な理由なく出頭に応じなかったことを理由に、地方自治法違反で刑事告発した。これに対し村上ら4人の議員は4月4日に福岡県庁で記者会見を行い、「表現の自由を侵害する不当な告発で異常事態だ」と批判した。

### 非公開の組合運営
2022年12月22日に開催された田川郡東部環境衛生施設組合の議会は、新型コロナウイルス感染拡大防止を理由に傍聴を認めず、インターネット配信などの代替措置も行われなかった。また、組合はRKBが行った議事録の公開請求を拒否した。組合は、代替施設のために取得した土地に運動施設（サッカー場）の建設を予定しているが、組合の議員である田川市議が建設費用の公表を求めたところ、永原は「大任町議会で議決した」ことを理由に回答を拒否した。また、2023年3月に田川市議がし尿処理施設などについて市議会の一般質問で質疑したが、田川市は性能保証期間や修繕計画、建設の進捗状況、運動施設の撤去費用などは資料が無く不明で、組合の報告会や議会で報告があると答弁した。7月にも、同じ市議が市議会で「3月の市議会で不明と答弁した内容を把握できたか」を質疑したが、田川市は文書での回答を組合に求めたが拒否されたと答弁した。
このように、施設の工事に関連する文書は、負担金を公費で払っている他の自治体でも共有されていない。
なお、副理事長の田川市長だった二場は2023年4月の市長選挙（第20回統一地方選挙）で落選し、田川市議を辞して立候補した村上が当選、市長と副理事長に就任した。村上は、非公開の文書も含めて開示を要求していくと述べている。6月9日には、川崎町議会が田川郡東部環境衛生施設組合に対し「住民の知る権利に基づく情報公開」を求める決議案を全会一致で可決した。一方で、6月23日に糸田町議会で提出された情報公開を求める決議案は賛成少数で否決されたが、大任町に対する情報公開を求める決議案は12月16日に可決された。
2023年3月、田川市が2022年12月に行われた建設費の積算根拠の公表を求める情報公開請求に対し、大任町は「事業の審議は大任町議会の役割」として公開に応じない旨を文書で回答した。この対応に抵抗した田川市議会の議員は、6月にこの文書の内容を公開するよう田川市に情報公開請求を行った。これを知った永原は、村上に対し「嫌なら出て行って自分たちで建てなさい」と述べた。7月5日、田川市議会本会議で議員が提出した「大任町に対し、し尿処理施設、じん芥処理施設及び埋立処分施設の
建設に関する事務の情報開示を求める決議」が賛成多数で可決された。7月7日、田川市議会の議員7名が福岡県庁で記者会見し、永原が田川市長の村上に対し情報公開請求された公文書を公開しないよう強要したとして、脅迫罪や強要罪で刑事告発したと発表した。なお、永原は発言そのものを否定し、7月14日には田川市議会の全員協議会（告発した議員は欠席）で事業内容を直接説明したいと依頼し開催させた上で、「情報は開示している。開示が不十分という市議らの指摘は、自分をおとしめるための印象操作だ。」と反論した。7月18日にも、川崎町議会で同様の説明を行った。なお、この説明を大任町役場は広報誌の1ページを割いて取り上げ、永原が「正しい情報を自ら説明」したとし、田川市議について以下のように記した。
10月23日、永原は組合の議会全員協議会で強要未遂で告訴されていることに対抗し、組合として村上市長を告訴することを提案した。出席した大任町町議は賛同したが、副組合長の村上市長は建設自体を否定したことはないと述べた。

### 存在を否定した「積算書」が存在
組合の議員である田川地区の市町議会議員は、工事費の内訳を示した積算書の公開を求めてきた。これに対し、永原は2023年に減額を主張した田川市議会で以下のように述べ、積算書は存在しないので公開できないと主張した。
大任町は2024年2月15日、総額のみを提示し他の項目を黒塗りにした資料を公開したが、工事の過程や永原が減額したと主張する価格交渉の過程は不明で、し尿処理施設の資料については「非公開」、ごみ処理施設と最終処分場については「不存在」と回答した。議員の1人である大任町議員は、町議会で情報公開を行うべきと質問したが、永原は事前通告が無いことを理由に答弁を拒否した。
ところが2024年3月に先述のニュースサイトとRKBが福岡県に情報公開請求したところ、4月1日、大任町が福岡県に提出した報告資料にし尿処理場工事の詳細な金額を示した書類があることが判明した。会計検査院の指摘で、し尿処理場に関し対象ではない施設で過大に受け取った交付金3,600万円を返還したことを報告するため、大任町が県に提出した書類の中に紛れていた。県の担当課は、内容について「積算書であると認められる」と述べている。RKBの取材に対し大任町は「「工事の積算書がない」というのは、「行政が作成した積算書はない」という意味で、業者が作成した積算書は提出を受けている。」と弁明したが、田川地区の市町議会議員は「公開を求めてきた積算書は行政が作成した積算書に限定していない」と反論し、知られると良くないことがあるのか疑わしいと主張した。6月10日、大任町議会の地域振興常任委員会で行われた、情報公開されたのは明細書であって積算書ではないはずだという大任町議の質疑に対し、永原は公募型プロポーザル方式を用いたので行政が作成した積算書は無く、県に提出したのは業者が作成した明細書であって積算書ではないと答弁した。

### 土下座をして田川市長にも土下座を強要
2024年3月28日、田川市の職員が2023年の12月までに組合の議会に提出するよう求められていた報告書類を提出していなかったことについて、「田川市の課長は自分の部下にあたる」と主張し、開会中の組合の議会で突然土下座をした。その上で、村上と田川市の職員に対して、以下のように発言し土下座を強要した。
組合の議会では一部の議員からも村上の土下座を要求する声が挙がったため、村上は土下座をした。なお、組合長の部下とする永原の主張に対し、総務省市町村課は「自治体の職員は担当だとしても部下にはならない」と否定している。

### し尿処理の区割りを突然変更
2024年3月15日、田川郡東部環境衛生施設組合は4月1日から田川地区のし尿を収集する業者の地区割を突如変更すると発表した。変更の理由について、永原は業者の機会の平準化としているが、変更まで半月のみの唐突な発表で、田川市では市議会議員が市長の村上に陳情する事態となった。副組合長を務める複数の自治体の市町長も、28日に「初めて聞かされた」と証言した。変更を決定した永原はRKBの記者の質問に答えず、組合の議会でも周知が遅れた理由について作業が膨大だったとし、業者に混乱が無いよう指示したと述べた。またパンフレットなどによる告知は、時間が無いとして拒否した。なお永原に指示された側の業者は、RKBの取材に対し下記のとおり永原指示が絶対である事を述べている。

### 組合長の辞任を求められる
2024年4月15日、田川地区の議員が記者会見を行い、資料を黒塗りで公開し存在する積算書を否定するなど情報公開に問題がある永原に、組合長を辞任するよう求めた。

## 福岡県町村会会長として
永原は2015年（平成27年）以降、福岡県町村会の会長を4期務め、全国町村会の副会長を務めていた。福岡県町村会は2009年（平成21年）に発覚した山本文男（当時・添田町長、全国町村会会長）会長による贈賄事件（福岡県町村会汚職事件）を受けて、多選による権力集中を防ぐため、会長職に4期（1期2年、最大8年）までの任期制限が規約（福岡県町村会規約第11条）で定められていた。
永原の会長としての任期は2023年に4期目が満了するが、永原は「規約はマスコミ対策で、5期目は全国町村会の会長代行が内定している」「理事会の同意を得た」として第11条2項を根拠に5期目の就任を図り、武田も5月末に周辺の町の町長と会合して永原の続投を訴える多数派工作を行った。これに町村長の一部が反発し、6月6日に記録が残る1989年以降で初の会長選挙が行われた。選挙の結果、美浦喜明（水巻町長）が2票差で会長に選出され、永原は落選した。